# Fiocco di neve

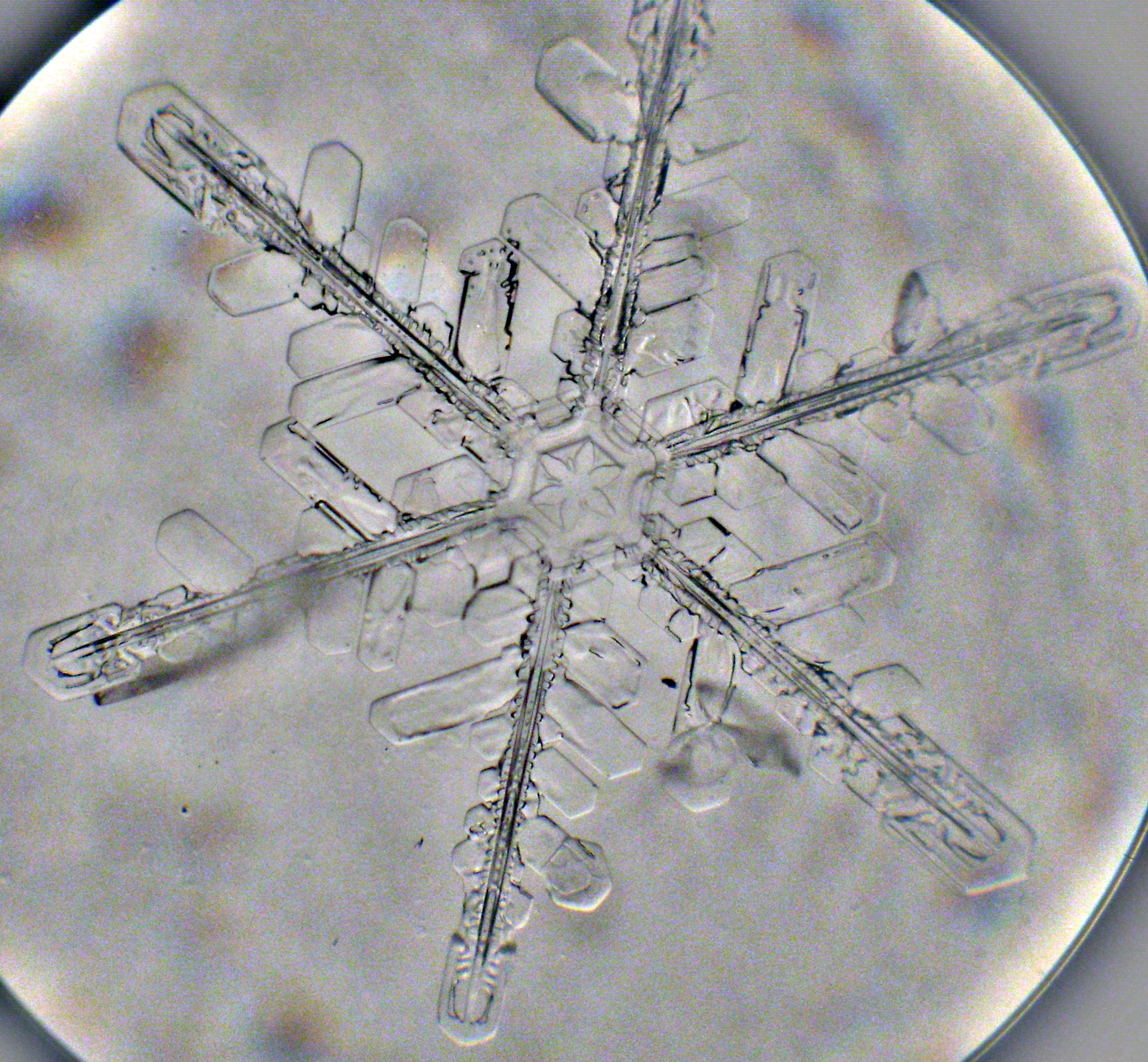
Immagine al microscopio ottico di un singolo cristallo di ghiaccio di neve naturale.

Il fiocco di neve è una particella di acqua allo stato solido, costituita dall'aggregazione di più cristalli di ghiaccio (in genere circa 10 milioni di volte più piccoli del fiocco), la cui formazione e caduta attraverso l'atmosfera terrestre, in determinate condizioni meteorologiche di temperatura e umidità, dà luogo al fenomeno di precipitazione noto come neve.
La genesi dei fiocchi di neve avviene nelle masse di aria sovrassature di umidità (nubi), allorché microscopiche goccioline (del diametro di 10 µm) di acqua sopraffusa (a temperature minori di -18 °C) cambiano il loro stato passando dalla fase liquida a quella solida e assumendo caratteristiche forme cristalline, un cambiamento innescato da un processo di nucleazione che si sviluppa attorno a un nucleo di impurità, organiche o inorganiche, del pulviscolo atmosferico).
Una volta caduti al suolo e accumulatisi, i cristalli di ghiaccio subiscono una metamorfosi per effetto dei cambiamenti di temperatura e umidità, e si fondono a formare il manto nevoso. Le caratteristiche del manto riflettono la mutata natura dei cristalli di ghiaccio costituenti.

## Aspetto e morfologia

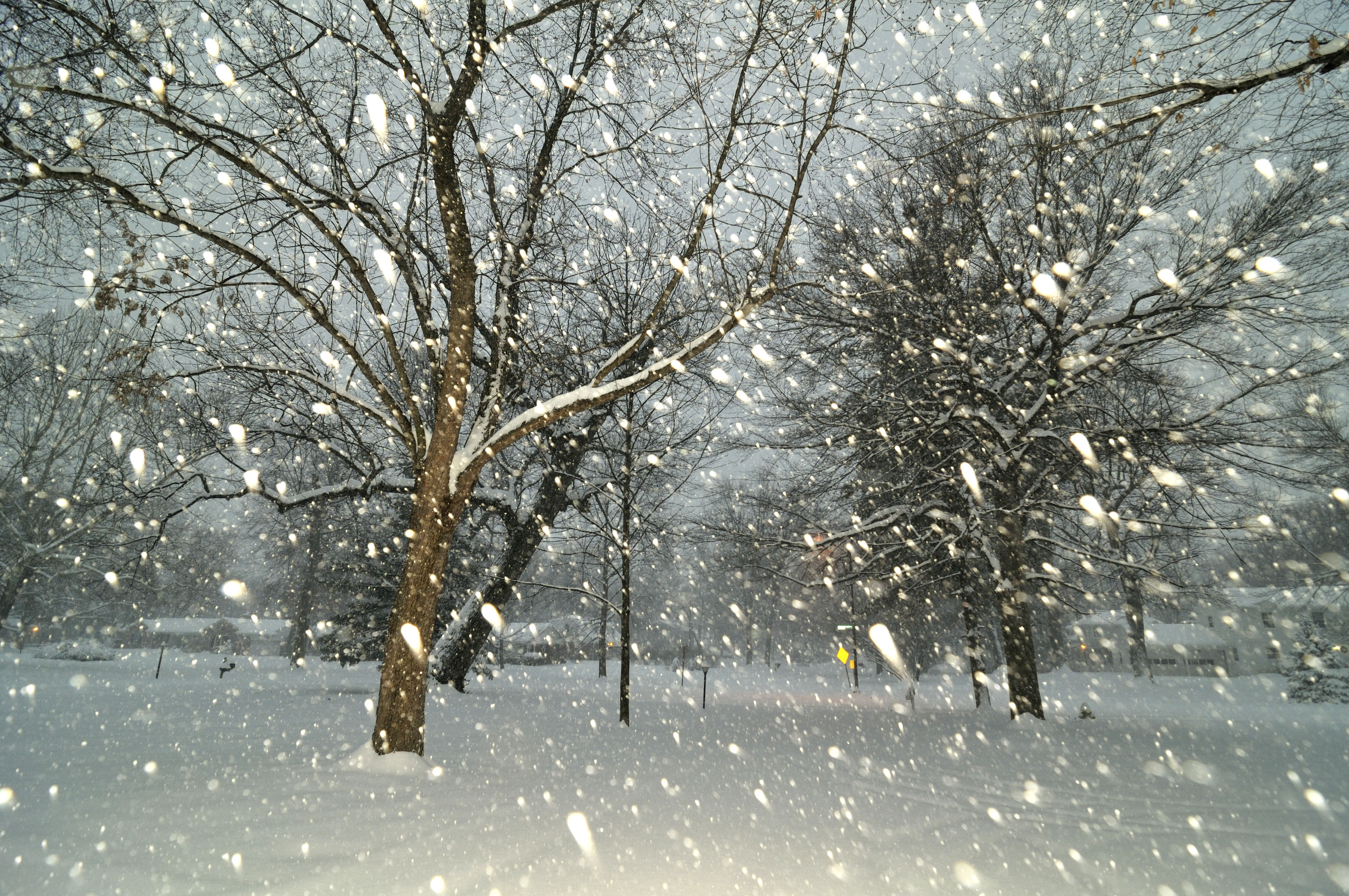
Caduta di fiocchi e accumulo al suolo

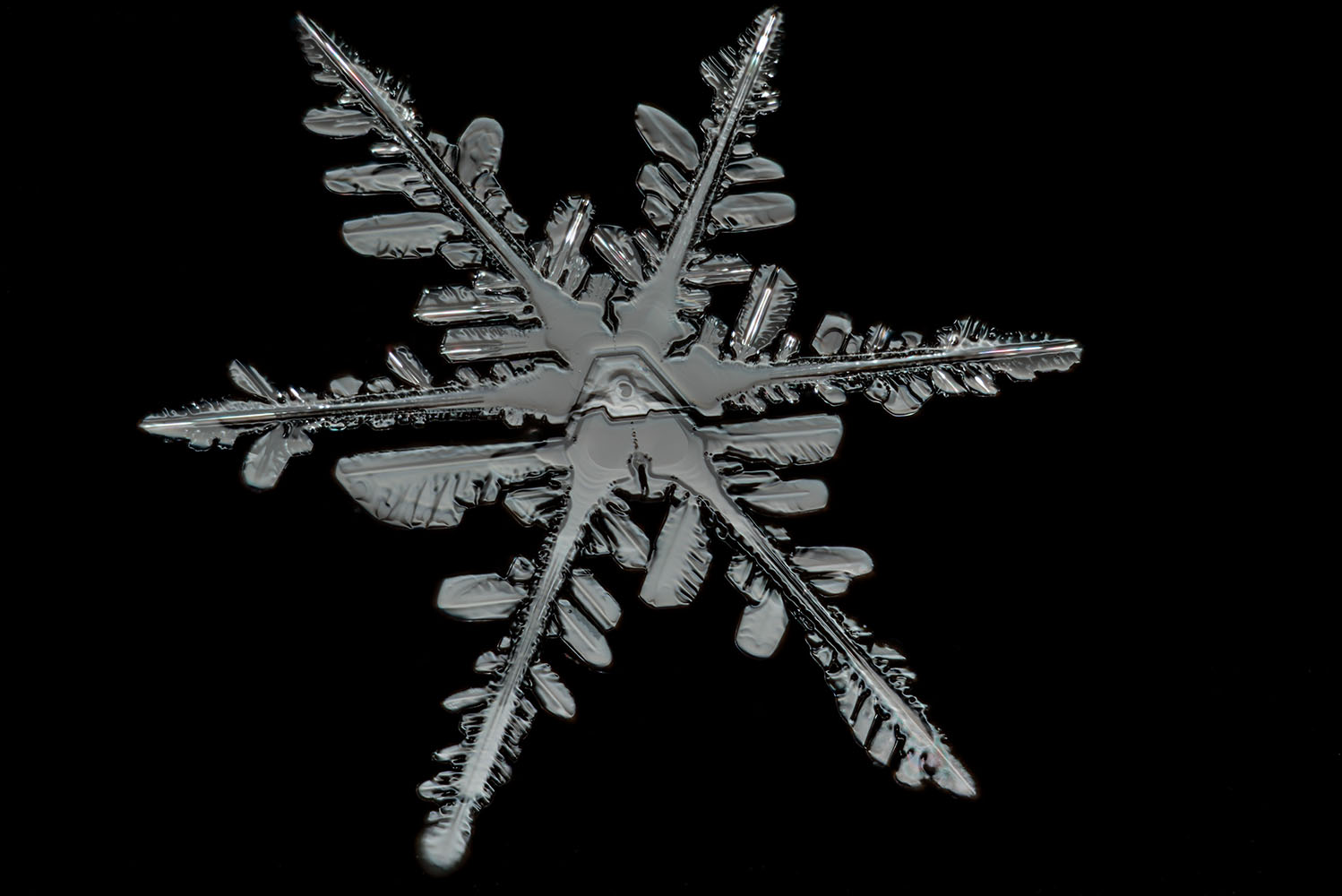
I fiocchi di neve naturale differiscono l'uno dall'altro per combinazioni casuali durante la cristallogenesi e l'accrescimento.

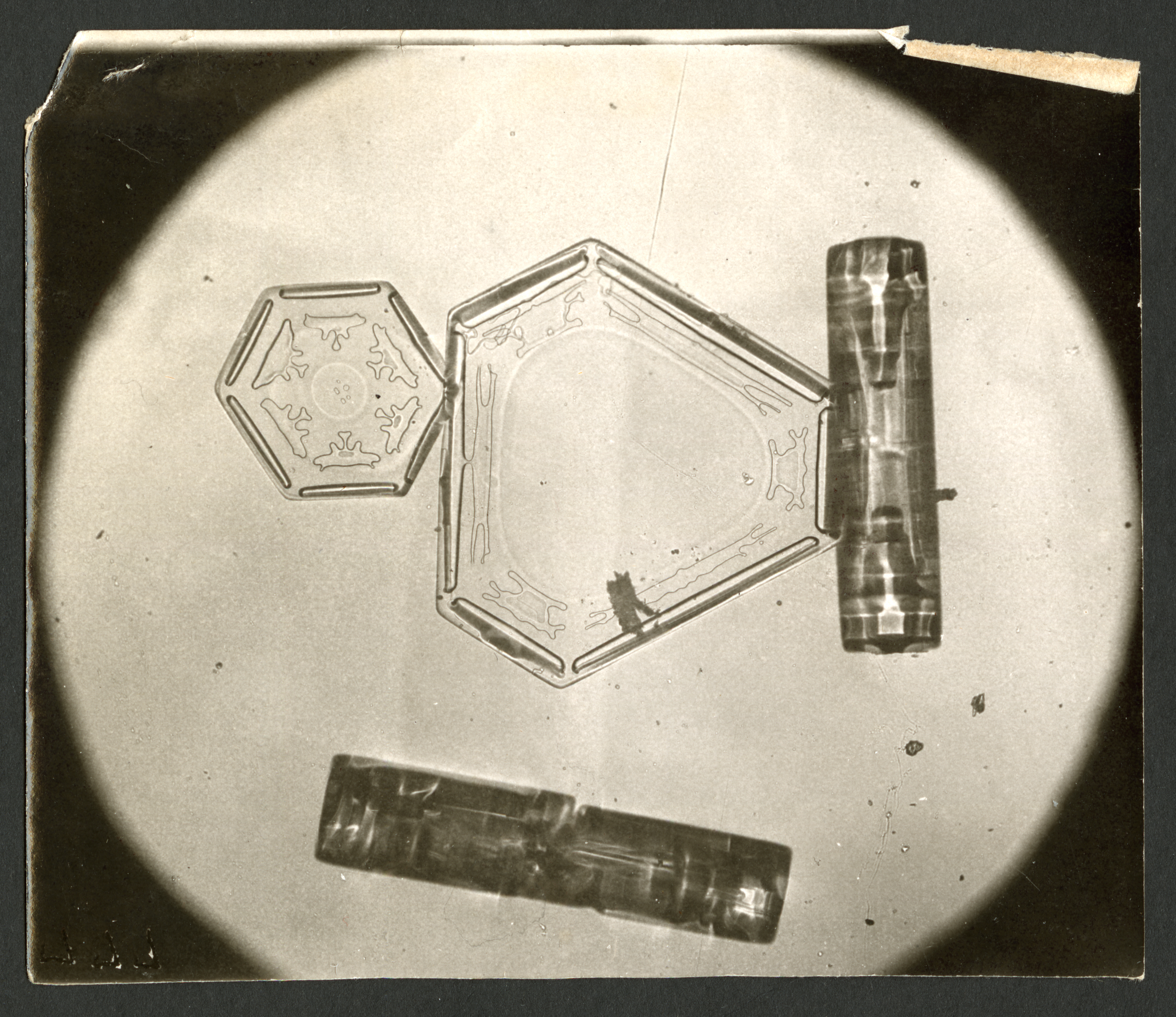
Micrografia di Wilson Bentley che mostra due classi di fiocchi, piatti e a colonna (manca un esempio ad ago).

I fiocchi di neve esibiscono una grande variabilità di forma e di grandezza. Infatti, preso singolarmente il fiocco, inteso come singolo cristallo che si aggrega in oggetti più grandi, ha una struttura unica, tanto che ogni cristallo sembra essere diverso dall'altro, anche se è comunque possibile una loro classificazione morfologica in otto categorie generali e in almeno 80 varianti individuali. L'emergere di questa complessità e varietà di forme è determinato e influenzato dalle mutevoli condizioni esterne di umidità e temperatura che si incontrano durante processo di formazione e accrescimento del cristallo.
Quando questi singoli cristalli si aggregano in strutture molto più grandi, il risultato finale si può presentare umido o parzialmente fuso in conseguenza dell'attraversamento di strati d'aria con temperature vicine o di poco superiori al punto di congelamento, con formazione di particolari aggregati, come neve tonda, pioggia gelata, nevischio.
Sebbene costituiti da ghiaccio trasparente, i fiocchi di neve appaiono bianchi alla vista a causa della riflessione diffusa dell'intero spettro elettromagnetico della luce visibile da parte delle piccole sfaccettature della superficie dei cristalli.

## Genesi dei fiocchi di neve

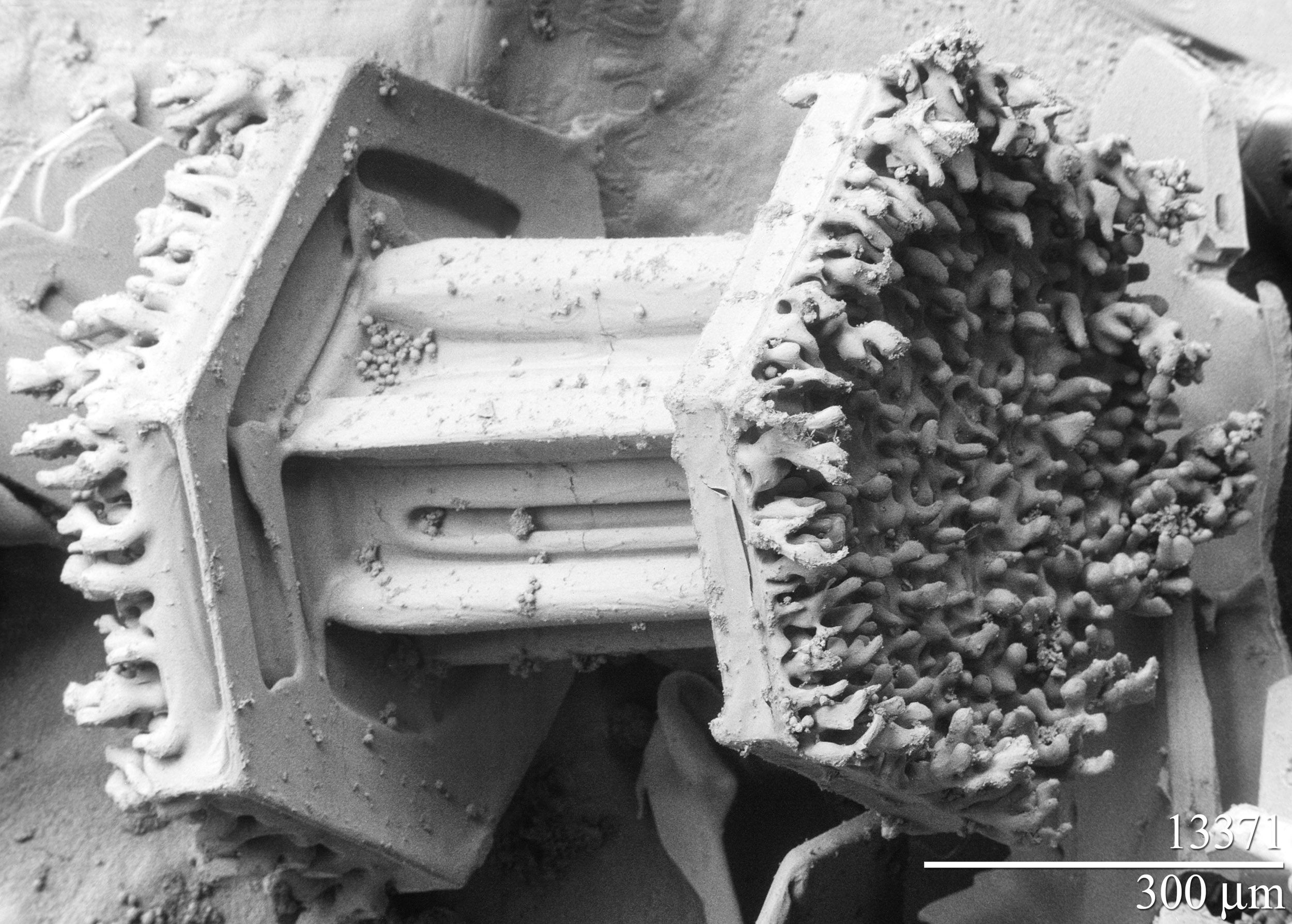
Immagine con microscopio elettronico a scansione di calabrosa sugli estremi di un fiocco a "colonna incappucciata".

I fiocchi di neve si formano in masse d'aria sovrassature di umidità sopraffuse, per nucleazione attorno a nucleo di impurità del pulviscolo presente in atmosfera terrestre: può trattarsi di una particella di natura sia inorganica (polvere), sia organica (batteri, spore fungine, materiale vegetale), che innescano il cambiamento di stato dell'acqua fungendo da nuclei di condensazione. I fiocchi aumentano di dimensioni e volume per accrezione del cristallo incipiente in formazioni esagonali. Le forze coesive sono soprattutto di natura elettrostatica.

### Nuclei di condensazione
In nubi più calde, una particella di aerosol atmosferico, detta "germe cristallino" (o "nucleo di congelamento") deve essere presente nella goccia o in contatto con essa per funzionare come nucleo. Le particelle che possono dar luogo a ghiaccio sono molto più rare dei nuclei attorno ai cui condensano le goccioline di pioggia nelle nuvole d'acqua; tuttavia non si è ancora compreso cosa lo renda efficiente. Argille, polvere del deserto, e particelle biologiche possono essere agenti efficaci nel processo, anche se non è chiaro fino a qual punto possano esserlo. Tra i nuclei artificiali vi sono particelle di ioduro d'argento e ghiaccio secco, entrambe usate nel cloud seeding nel tentativo di stimolare le precipitazioni Studi sperimentali condotti da Robert Dorsch e Paul Hacker sul congelamento di gocce condensate su superfici mostrano che la nucleazione "omogenea" delle goccioline delle nubi può avvenire solo a temperature minori di −35 °C (−31,0 °F).

## Galleria d'immagini
Selezione di fotografie scattate da Wilson Bentley (1865–1931):

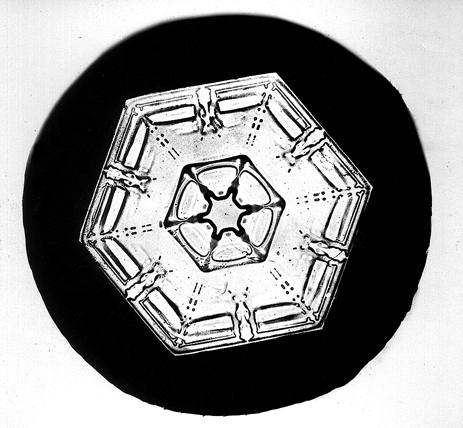
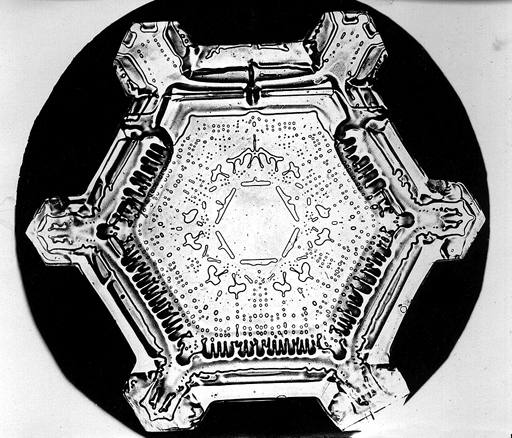
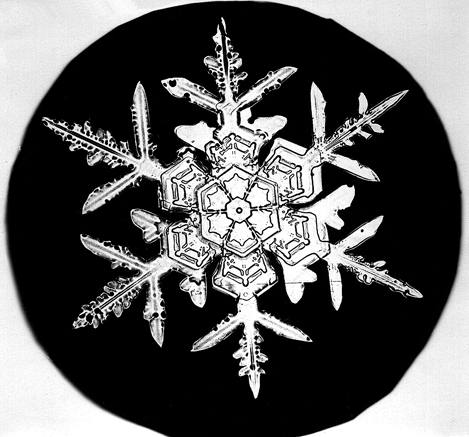
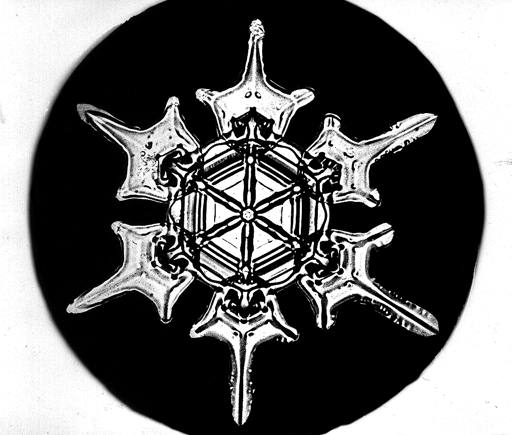
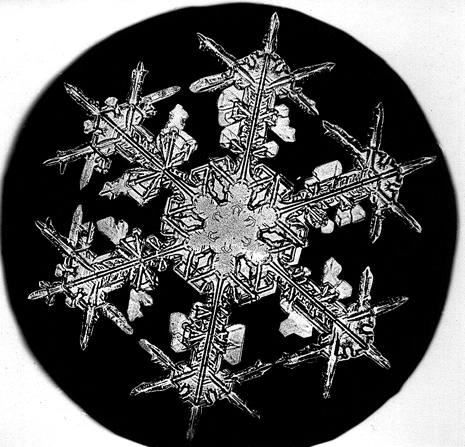
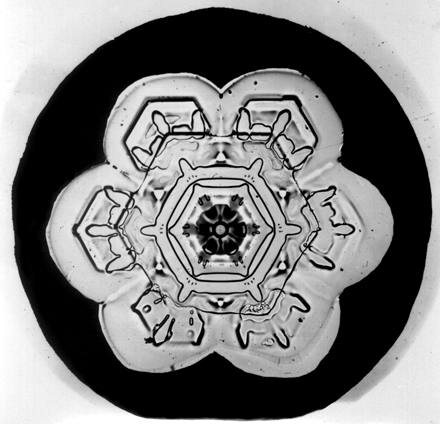
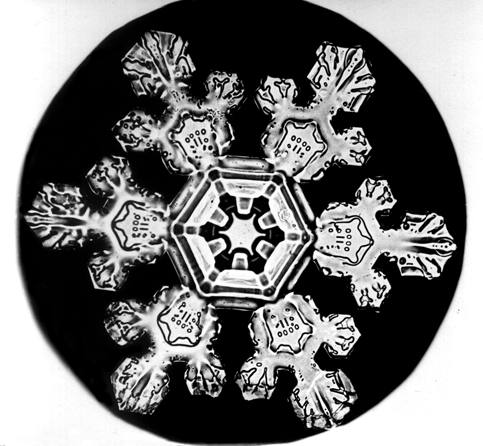
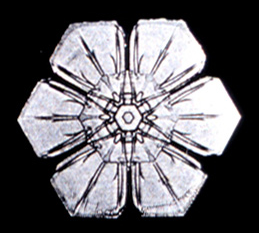
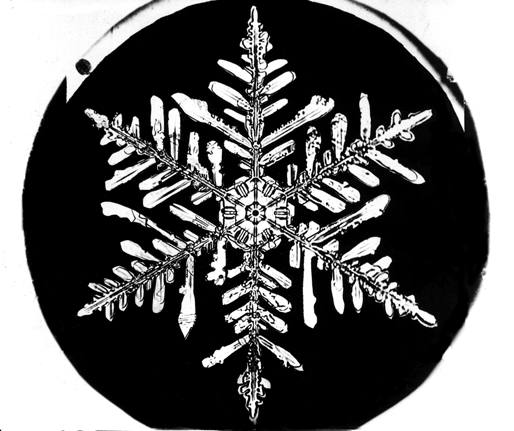
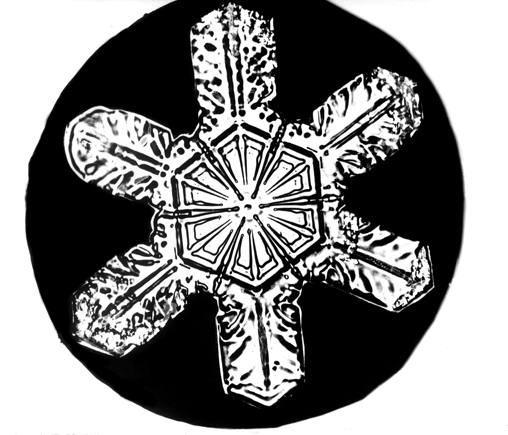
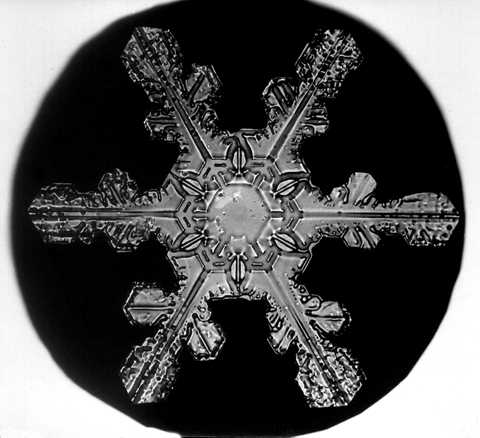
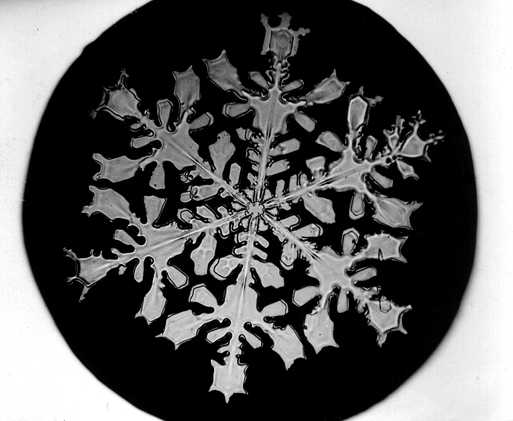